# Aragonie
Aragonie (španělsky Aragón), plným názvem Autonomní společenství Aragonie, je jedno ze 17 autonomních společenství a historické území na severu Španělska. Aragonie je pojmenována podle řeky Aragón – většina toku je na území autonomního společenství Navarra. Metropolí Aragonie, která bývala jádrem středověkého Aragonského království, je město Zaragoza.

## Symboly

### Vlajka
Aragonská vlajka je tvořena listem o poměru stran 2:3 se střídavě žlutými a červenými vodorovnými pruhy (5 žlutých a 4 červené). V žerďové části je umístěn aragonský znak.

### Hymna
Aragonská hymna je skladba Himno de Aragón. Hudbu složil Antón García Abril, text napsali Ildefonso Manuel Gil, Ángel Guinda, Rosendo Tello a Manuel Vilas.

## Geografie

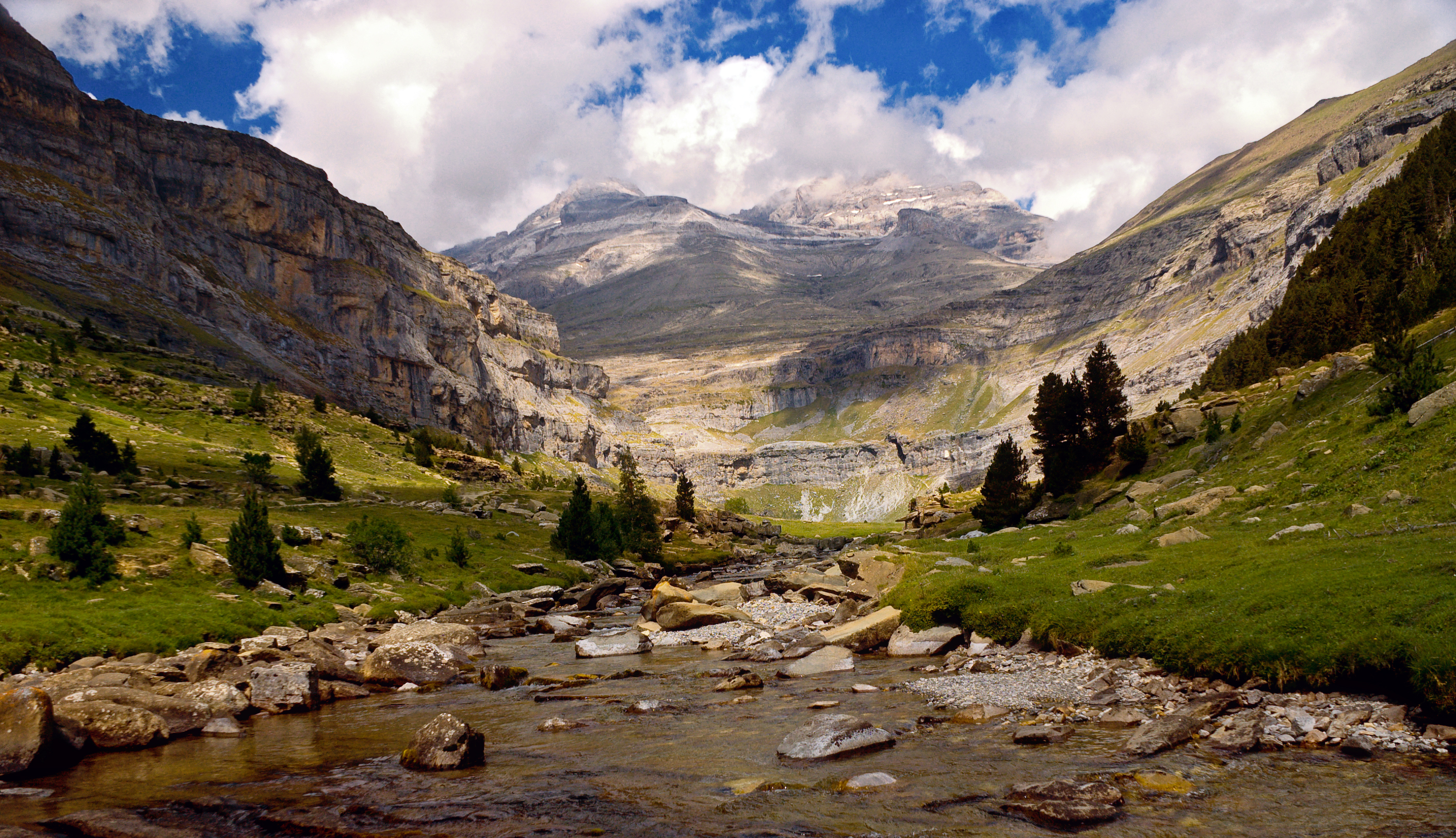
Pyreneje

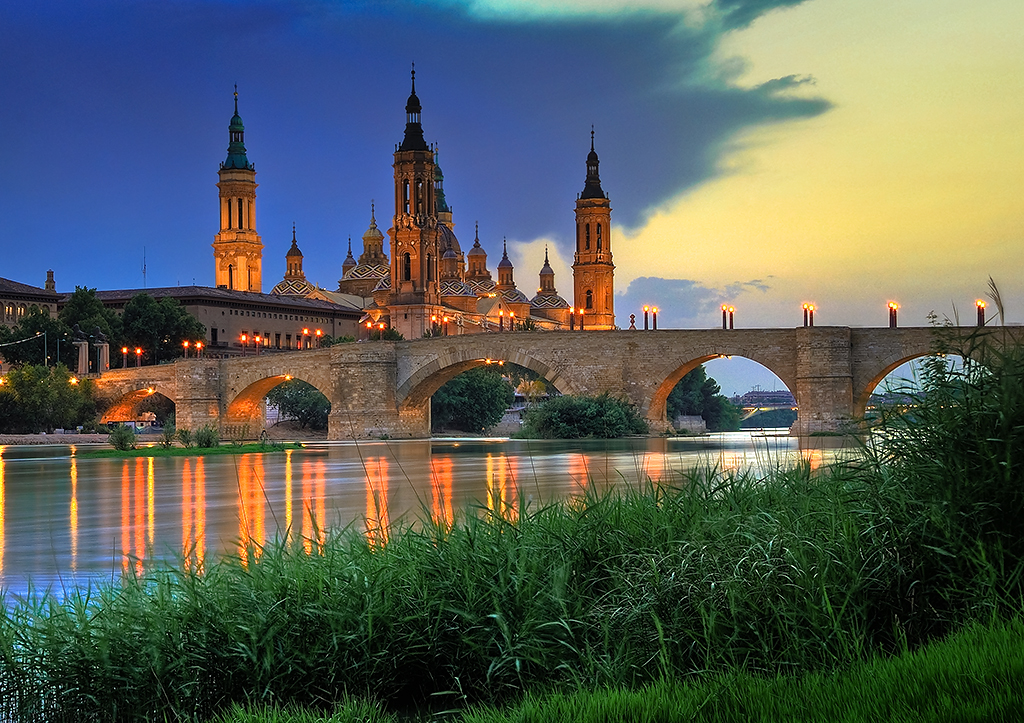
Zaragoza a řeka Ebro

Aragonie na severu hraničí s Francií, na západě s autonomními společenstvími Navarra, Kastilie a León, krátkým úsekem hranice i s autonomním společenstvím La Rioja; na jihozápadě s autonomním společenstvím Kastilie-La Mancha; na jihovýchodě s autonomním společenstvím Valencií a na východě s autonomním společenstvím Katalánskem.
Na severu se rozkládá pohoří Pyreneje (zde se nachází jeden ze španělských národních parků Ordesa y Monte Perdido, na úbočí Pyrenejí je vinařská oblast Somontano), na západě a jihu Iberské pohoří (Sistema Ibérico), zatímco ve střední části převažuje nížina, kterou protéká nejdůležitější řeka regionu: Ebro. K dalším řekám patří například Gallégo, již zmíněný levý přítok Ebra – Aragón, dále Cinca, Guadalope, Huerva, Allambra, Martín a další. V Pyrenejích se nachází řada přehradních nádrží.

## Administrativní členění
Aragonie se od roku 1833 člení na tři provincie. Ty se dále člení na 33 okresů (comarcas) s více než stovkou měst a obcí.
- Provincie Huesca
- Provincie Teruel
- Provincie Zaragoza

## Hlavní centra Aragonie
- Zaragoza – Aragonská metropole a největší město regionu. Též metropole stejnojmenné provincie.
- Huesca – druhé největší město regionu a metropole stejnojmenné provincie.
- Teruel – třetí největší město regionu a metropole stejnojmenné provincie.

## Obyvatelstvo

### Jazyky

Jazyková mapa Aragonie
Aragonština
Katalánština
Španělština

Vedle španělštiny, která zde převažuje a je také úředním jazykem, se zde hovoří v některých pyrenejských údolích v provincii Huesca aragonsky, na východě Aragonie pak katalánsky.

## Politika

### Předsedové vlád Aragonie
- Juan Antonio Bolea Foradada (UCD) 9. dubna 1978 – 9. května 1981
- Gaspar Castellano y de Gastón (UCD) 9. května 1981 – 26. listopadu 1982
- José María Hernández de la Torre (UCD) 26. listopadu 1982 – 29. prosince 1982
- Juan Antonio de Andrés Rodríguez (UCD) 29. prosince1982 – 6. června 1983
- Santiago Marraco Solana (PSOE) 6. června 1983 – 3. srpna 1987
- Hipólito Gómez de las Roces (PAR) 3. srpna 1987 – 12. července 1991
- Emilio Eiroa García (PAR) 12. července 1991 – 17. září 1993
- José Marco Berges (PSOE) 17. září 1993 – 18. ledna 1995
- Ramón Tejedor Sanz (PSOE) 18. ledna 1995 – 11. července 1995
- Santiago Lanzuela Marina (PP) 11. července 1995 – 2. srpna 1999
- Marcelino Iglesias Ricou (PSOE) od 2. srpna 1999
- Luisa Fernanda Rudi (PP) od 13. července 2011